# Портрет Логгина Осиповича Рота
«Портрет Логгина Осиповича Рота» — картина Джорджа Доу и его мастерской из Военной галереи Зимнего дворца.
Картина представляет собой погрудный портрет генерал-лейтенанта Логгина Осиповича Рота из состава Военной галереи Зимнего дворца.
С начала Отечественной войны 1812 года полковник Рот был шефом 26-го егерского полка, отличился в бою при Белом, во втором сражении под Полоцком был ранен и в начале 1813 года произведён в генерал-майоры. Во время Заграничного похода 1813 года дважды был ранен в сражениях и за взятие Парижа произведён в генерал-лейтенанты.
Изображён в генеральском вицмундире, введённом для пехотных генералов 7 мая 1817 года. На шее крест ордена Св. Георгия 3-го класса; по борту мундира кресты прусского ордена Пур ле мерит, ордена Св. Владимира 2-й степени и прусского ордена Красного орла 1-й степени; справа на груди серебряная медаль «В память Отечественной войны 1812 года» на Андреевской ленте, крест австрийского Военного ордена Марии Терезии 3-й степени, золотой крест «За победу при Прейсиш-Эйлау» и звёзды орденов Св. Владимира 2-й степени и Красного орла 1-й степени. Слева на груди должна быть отсутствующая на картине звезда ордена Св. Анны 1-й степени, которым Рот был награждён в 1813 году. Подпись на раме: Л. О. Ротъ, Генералъ Лейтенантъ.
7 августа 1820 года Комитетом Главного штаба по аттестации Рот был включён в список «генералов, заслуживающих быть написанными в галерею» и 6 ноября 1821 года император Александр I приказал написать его портрет. Рот в это время командовал 3-м пехотных корпусом и постоянно находился в Житомире. В ноябре 1824 года он приезжал в Санкт-Петербург и, вероятно, тогда и позировал для портрета. Гонорар Доу был выплачен 29 декабря 1824 года. Готовый портрет был принят в Эрмитаж 7 сентября 1825 года.